# Dynamiques humaines

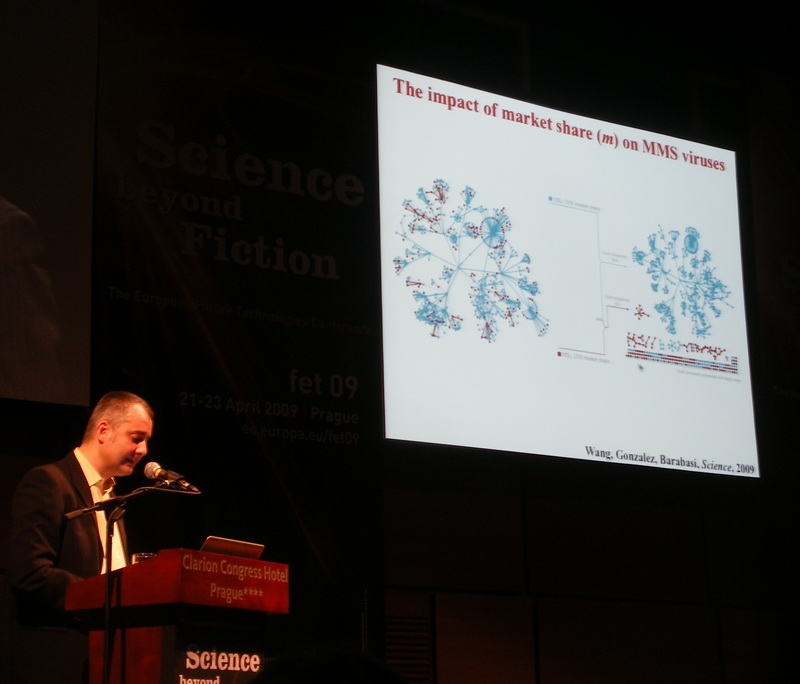
Albert-László Barabási lors d'une conférence en 2009.

Les dynamiques humaines (Human dynamics en anglais) désignent une branche de la physique statistique abordant certains comportements humains comme les mouvements de foule, les files d'attente, les interactions dans les réseaux de communication, etc. comme des systèmes complexes. Cette approche bénéficie d'une certaine visibilité en 2005 lors de la publication de The origin of bursts and heavy tails in human dynamics par Albert-László Barabási. Plusieurs chercheurs ont repris ces travaux et les ont poussés plus loin théoriquement,,, ou ont tenté d'en vérifier la portée expérimentale dans plusieurs sphères d'activités,. 
Les approches des dynamiques humaines peuvent utiliser des données de serveurs web,,
, de téléphones cellulaires,, du déplacement des travailleurs entre le travail et la maison, voire la fréquence d'inscription en fonction de la date limite à une conférence internationale ou d'autres sources de données.